# Цезальпиния бондуковая
Цезальпиния бондуковая, или цезальпиния гребешковая (лат. Caesalpinia bonduc) — вид древесных растений, входящий в род Цезальпиния (Caesalpinia) семейства Бобовые (Fabaceae).

## Ботаническое описание

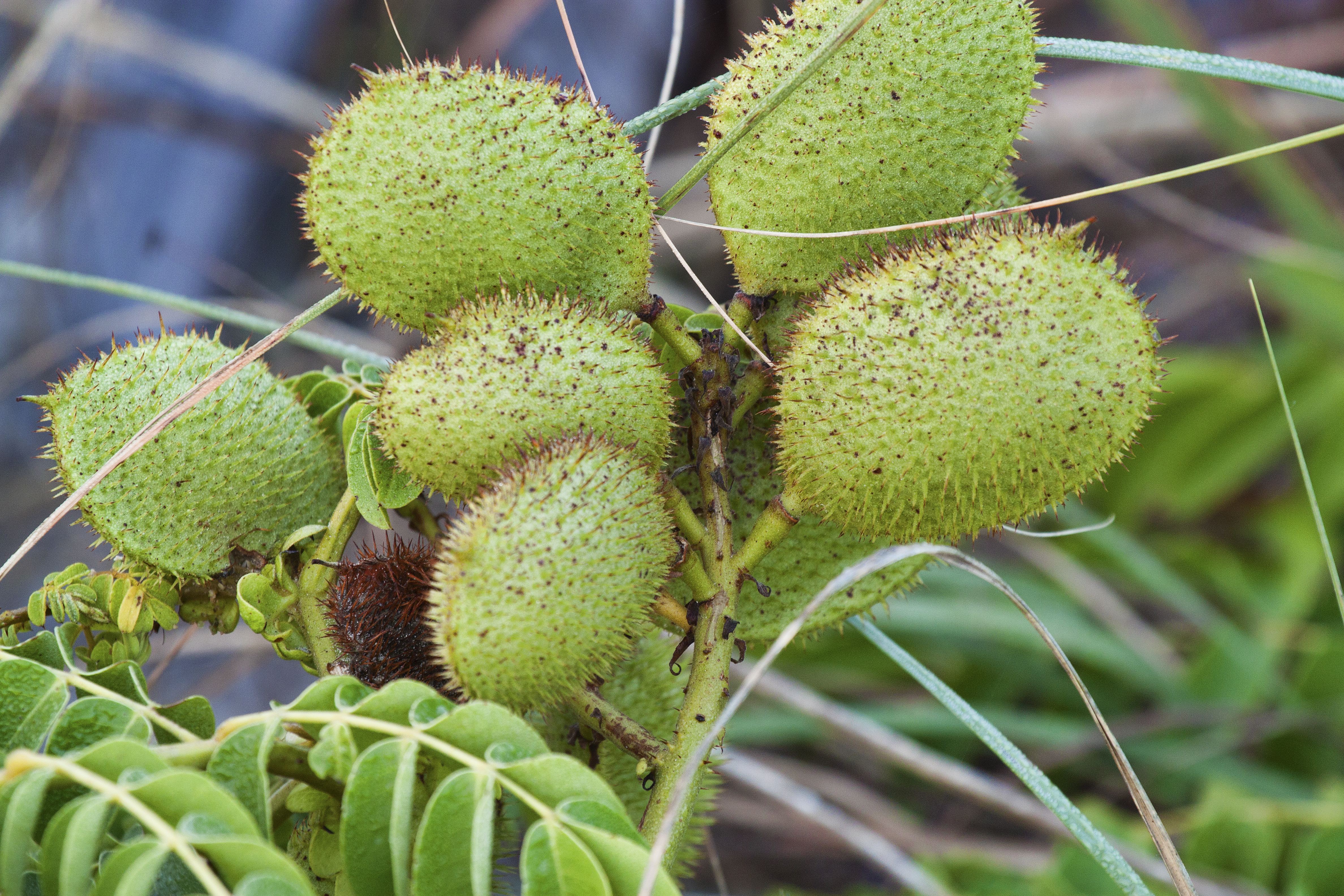
Бобы цезальпинии

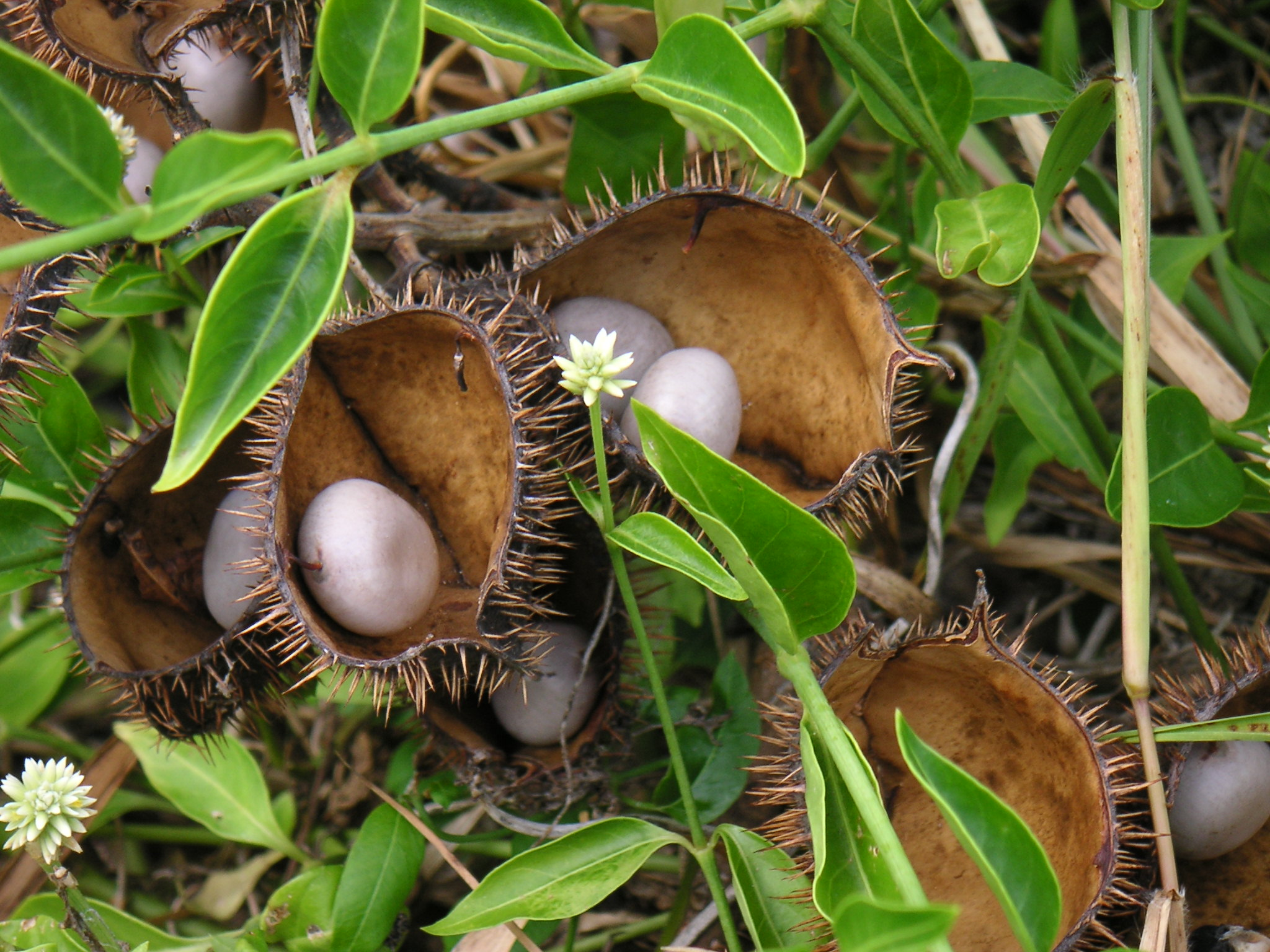
Семена

Ветвистая лиана до 15 м в высоту, реже кустарник или небольшое дерево, ствол до 5 см в диаметре. Прирост текущего года с блестящей чёрной корой, с изогнутыми шипами. Листья очерёдные, дважды перисто-рассечённые, целиком — 25—80 см длиной и до 30 см шириной. Листочки в 6—11 парах, кожистые, каждый на черешочке, с клиновидным или округлым основанием и заострённым концом. Верхняя поверхность листовой пластинки блестящая, нижняя — тёмная, матовая.
Цветки ярко-жёлтые, ароматные, собран в кистевидные соцветия 30—60 см длиной в пазухах листьев и на концах веточек. Чашелистики свободные. Лепестки обратноланцетовидной формы, свободные, 1—1,5 см длиной, верхние немного меньше нижних. Тычинки в числе 10, с уплощёнными нитями.
Бобы приплюснутые, продолговатые, густо покрытые шипами, незрелые — красные, при созревании тёмно-коричневые или почти чёрные, с 1—2 серыми семенами яйцевидной или бобовидной формы.

## Ареал
Место первоначального ареала цезальпинии не установлено, в настоящее время обладает пантропическим распространением (Азия, Африка, Южная Америка, Гавайи, Флорида).

## Значение
Во многих странах выращивается в качестве декоративного растения, часто натурализуется (Иран, Египет, Китай, Индия, Саудовская Аравия, Малайзия, Ирак).
Семена и листья, а также корни и кора растения используются в народной медицине.
Семена используются в качестве традиционного игрового инвентаря в манкала-подобной игре «Вари».

## Биологическая активность
Исследование показало, что этанольный экстракт корня Caesalpinia bonduc обладает потенциалом афродизиака, улучшая сексуальное поведение, уровень тестостерона и репродуктивные параметры у крыс-самцов, что подтверждает традиционное использование этого растения в качестве афродизиака в Бенине.

## Таксономия

### Синонимы
- Bonduc minus Medik., 1786, nom. nov.
- Caesalpinia bonduc var. minus (Medik.) Baill., 1870, nom. superfl.
- Caesalpinia bonducella (L.) Fleming, 1810, nom. superfl.
- Caesalpinia bonducella var. inaequiaculeata Kuntze, 1891
- Caesalpinia crista L., 1753
- Caesalpinia grisebachiana Kuntze, 1891
- Caesalpinia jayabo var. cyanosperma M.Gómez, 1890, nom. superfl.
- Caesalpinia sogerensis Baker f., 1923
- Guilandina bonduc L., 1753basionym
- Guilandina bonduc var. minus (Medik.) DC., 1825, nom. superfl.
- Guilandina bonducella L., 1762, nom. superfl.
- Guilandina crista (L.) Small, 1903
- Guilandina gemina Lour., 1790